# NGC 77
NGC 77 (también conocida como PGC 1290, NPM1G -22.0006 o PGC 198147) es una galaxia lenticular ubicada a 780 millones de años luz de distancia en la constelación de Cetus. Fue descubierto por Frank Muller en 1886 y su magnitud aparente es de 14.8. Esta galaxia tiene alrededor de 360,000 años luz de diámetro.